# 크래프트하인즈코리아
크래프트하인즈코리아(영어: Kraft Heinz Korea)는 미국의 식품 제조 기업이다. 크래프트 하인즈의 한국 법인은 서울특별시 중구에 위치해 있다.

## 역사
- 1986년 서울식품공업이 미국 하인즈사 합작으로 ㈜서울하인즈 설립되었다
- 1986년 국내 영업개시
- 1987년 인천공장 준공
- 1987년 국내최초로 하인즈 전제품에 품질보증환불제도 실시
- 1999년 H.J.Heize그룹이 100% 투자한 국내현지법인 ㈜한국하인즈 출범하였다
- 2017년 회사명을 ㈜한국하인즈를 ㈜크래프트하인즈코리아라는 사명으로 진출해있다.

## 같이 보기
- 동서식품
- 서울식품공업
- 몬델리즈 인터내셔널